# Glypta varianae
Glypta varianae là một loài tò vò trong họ Ichneumonidae.